# Rubén Romano
Pour les articles homonymes, voir Romano.
Rubén Enrique Romano Scasso (né à Salto en 1925, mort à Montevideo en 2005) est un écrivain, peintre et critique de cinéma uruguayen.
Descendant d'immigrés italiens, il a développé diverses activités culturelles à Montevideo. Il a travaillé comme critique de cinéma et de théâtre dans le Semanario El Sol du Parti socialiste de l'Uruguay et dans la Marcha (Montevideo). Il a également eu des activités moins connues comme la peinture et la littérature.

## Œuvres
- 22 Cuentos fantásticos de la ciudad, la oficina y el campo.